# 321046 Klushantsev
321046 Klushantsev este un asteroid din centura principală de asteroizi.

## Descriere
321046 Klushantsev este un asteroid din centura principală de asteroizi. A fost descoperit pe 29 august 2008 la Zelenchukskaya Station de Timur V. Kryachko. Asteroidul prezintă o orbită caracterizată de o semiaxă mare de 3,12 ua, o excentricitate de 0,11 și o înclinație de 11,2° în raport cu ecliptica.